# Conjuratorio

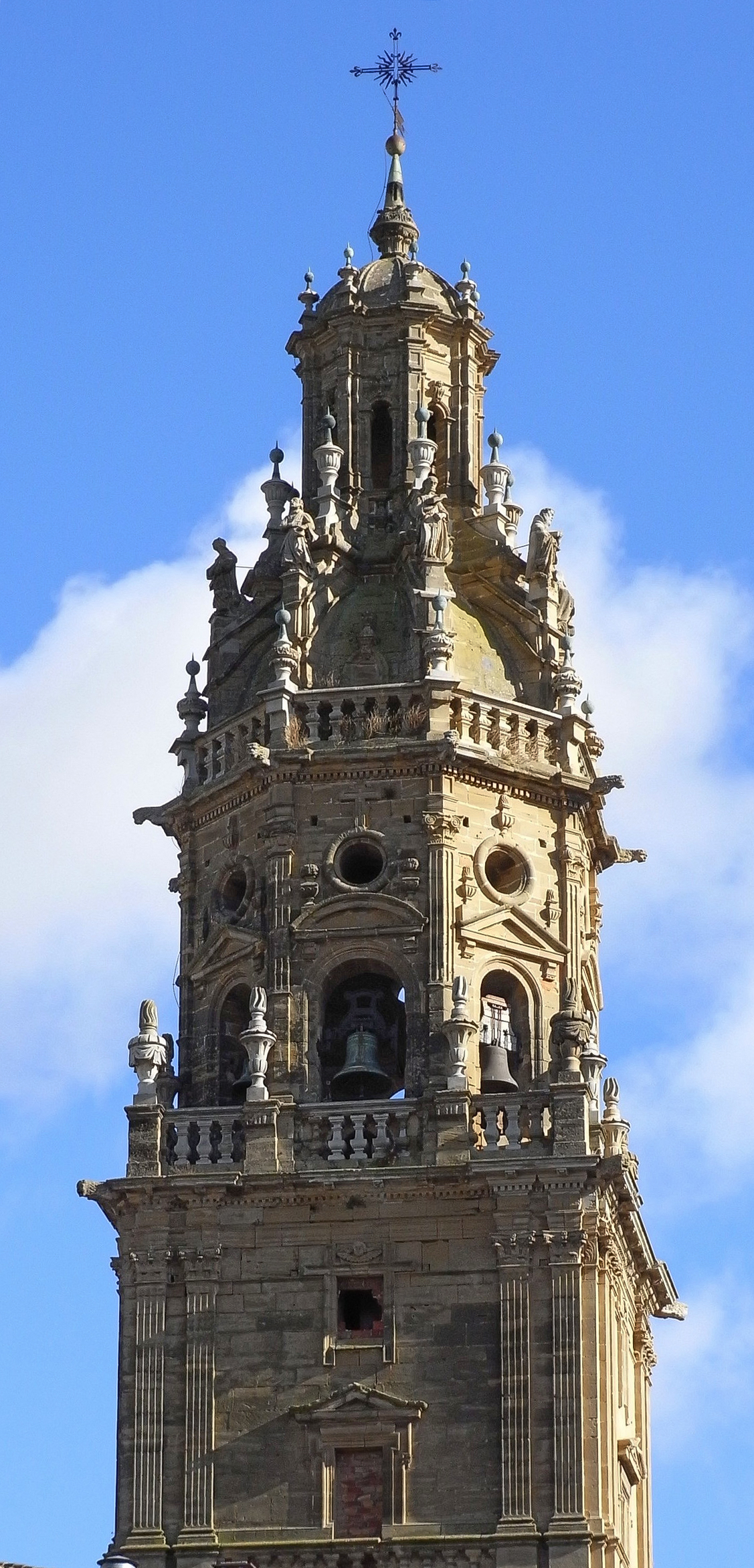
Conjuratorio en el campanario de la Iglesia de Santo Tomás de Haro, La Rioja

El conjuratorio es una parte de la iglesia, habitualmente de modestas dimensiones, adosado a una torre, campanario o espadaña, o de alguna manera situado en altura; y siempre provisto de un vano, sea ventana o balcón, para asomarse al exterior.

## Función
Su función era permitir al sacerdote la conjuración de las tormentas o realizar distintos rituales apotropaicos o propiciatorios, como la bendición de los campos u otros.
Así esta antigua práctica, ya en desuso, trataba de alejar el mal que podían engendrar los elementos atmosféricos sobre la feligresía, indefensa entonces ante la fuerza de los fenómenos atmosféricos como el rayo, el viento, la tormenta, el frío o la nieve.
Por extensión, el mal podía venir también en forma de inundaciones o riadas que anegaban los campos, o también de enfermedades, como la peste, que diezmaba la población. Pero también podía llegar en forma de sequía y entonces, aparte de las rogativas habituales que se celebraban en la Iglesia, también se conjuraban los elementos atmosféricos para la protección de las cosechas. Éstas eran el principal medio de subsistencia para la población en otros tiempos.

## Arquitectura
Existen conjuratorios de muy diversos tipos. Algunos de ellos tienen destacado valor artístico, como los de la catedral de Murcia, que sitúa cuatro conjuratorios en las esquinas del denominado Balcón de los Conjuratorios, en el tercer cuerpo de la Torre de la Catedral, con un balcón sobresaliente para la propia realización de los conjuros en su orientación sur.
|                                                                                      |  |
| Visión omniorámica sur desde el balcón de los conjuratorios de la Catedral de Murcia |  |
|                                                                                      |  |

Otros construcciones, con una características especiales, son los esconjuraderos, pequeñas construcciones o templetes, resultando un elemento arquitectónico característico de la cultura y tradiciones pirenaicas, con fuerte presencia en el pirineo aragonés.

## Rituales

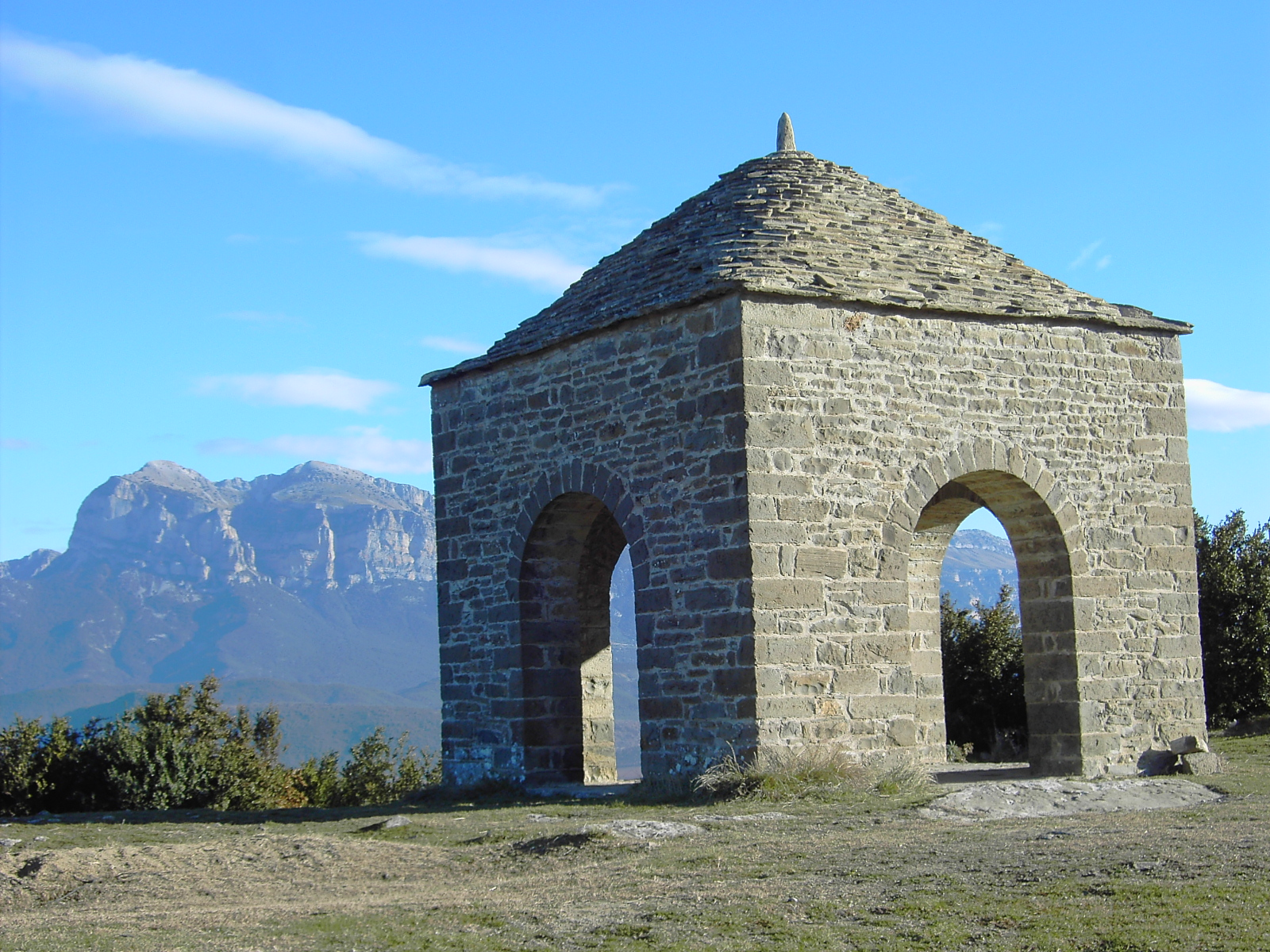
Esconjuradero de Guaso, Aragón (peña Montañesa al fondo)

Asociado a los rituales del conjuratorio había todo tipo de prácticas más o menos cristianizadas de religiosidad popular o superstición, según cómo se interpreten. Una de ellas eran las oraciones denominadas tentenublo (Detente, nublado), siendo la más reconocida la siguiente:

Tentenublo,

tente en ti,

no te caigas sobre mí;

guarda el pan,

guarda el vino,

guarda los campos,

que están floridos.